# Koinonia Giovanni Battista
La Koinonia Giovanni Battista è un'associazione privata di fedeli nata nella Chiesa cattolica, riconosciuta e canonicamente approvata in varie diocesi, appartenente alla spiritualità del Rinnovamento carismatico.
La Koinonia ha come fine l'annuncio del vangelo e della testimonianza dell'incontro personale con Gesù, vivendo e proponendo le sue parole secondo il racconto del Vangelo secondo Giovanni (15,16): “Vi ho costituiti perché andiate e portiate frutto e questo frutto rimanga”.
Il nome riflette il fatto che tale comunità vuole evangelizzare nella potenza dello Spirito Santo sull'esempio di Giovanni Battista, che testimoniò e indicò Gesù.

## Struttura e carisma
La Koinonia è strutturata in una federazione che riunisce le singole comunità, denominata Koinonia Giovanni Battista, e abbraccia le Oasi (consacrati che condividono la vita comune) e le Realtà (laici e famiglie senza vita comune).
La Koinonia comprende consacrati fratelli e sorelle, sacerdoti, consacrati nel mondo e coppie di sposi con figli. Consacrati e consacrate, ferma restando la distinzione della case proprie, hanno in comune la preghiera comunitaria, la celebrazione eucaristica, le attività evangelizzatrici, le riunioni comunitarie e i pasti. È composta da più comunità sparse nei cinque continenti, le quali sono unite nella Federazione delle Koinonie Giovanni Battista.
La Koinonia Giovanni Battista è nata come comunità di preghiera, e vuole essere quindi una comunità che mette al centro e come priorità la preghiera, nello stesso modo in cui sono nati i monasteri intorno al VI sec. d.C.. Così la Koinonia vive nelle oasi e propone anche alle famiglie questo stile di vita, incentrato sulla preghiera, sia personale che comunitaria, che come momento di evangelizzazione nella casa di preghiera.
Il carisma della Koinonia è la promozione della nuova evangelizzazione attraverso attività formative ed evangelizzatrici di vario tipo, e anche attraverso la costituzione di comunità di convivenza fraterna. Per rispondere a questa chiamata della Chiesa, che esiste per evangelizzare e necessita la formazione di formatori, ha fondato la Scuola Internazionale di Evangelizzazione Kerygmatica.
La Koinonia cerca di promuovere anche a livello parrocchiale la nuova evangelizzazione, rispondendo con pieno entusiasmo all'invito di papa Francesco che nell'enciclica Lumen fidei, redatta a quattro mani con Benedetto XVI, ribadisce e valorizza il ruolo della nuova evangelizzazione e anche nella prima esortazione apostolica di Papa Francesco, Evangelii gaudium, promulgata il 24 novembre 2013.

## Origini e sviluppo

### Il fondatore
Il fondatore, padre Ricardo Argañaraz, è nato a Salta in Argentina nel 1936. A 18 anni entra nel seminario dell'arcidiocesi di Salta e viene ordinato sacerdote il 15 luglio del 1962.
Il suo vescovo lo manda a Roma per proseguire gli studi alla Pontificia Università Gregoriana, e così è presente all'apertura del Concilio Vaticano II. Ne segue con attenzione tutto lo svolgimento ed è segnato dalla nuova visione comunitaria della Chiesa, popolo di Dio che ascolta la Parola e celebra partecipando attivamente alla liturgia.
Nel 1966 entra nella Pontificia accademia ecclesiastica di Roma per la preparazione dei futuri nunzi, dove studia diplomazia. Dopo due anni, durante i quali presta alcuni servizi nella Segreteria di Stato della Santa Sede, padre Ricardo “sente” la chiamata a una vita più contemplativa. Alla Pontificia Università Gregoriana consegue la laurea in filosofia nel 1967 e il dottorato in diritto canonico nel 1970.
In seguito insegna il diritto canonico a Padova e a Parma, e raduna settimanalmente laici per leggere insieme la Parola di Dio.
Nel 1975, dopo una forte esperienza spirituale vissuta in preghiera e digiuno p. Ricardo si ritira per due mesi sul monte Pasubio nella solitudine e in preghiera. Durante questo tempo sente che il Signore gli indica un luogo, dove avrebbe fondato una comunità con persone che il Signore stesso avrebbe mandato.
Per tre anni, vive da solo in quel luogo, Camparmò, località nel comune di Valli del Pasubio, nel vicentino, piccola contrada abbandonata situata ai piedi del monte Pasubio.
In questi tre anni, dal 1976 al 1979, padre Ricardo viene invitato in diverse parti dell'Italia, ricevendo così successivamente diverse visite da persone che lo hanno conosciuto. Dal 1978 alcuni giovani, dopo una forte esperienza di preghiera, hanno sentito il desiderio di condividere la chiamata del Signore insieme a p. Ricardo vivendo a Camparmò.

### La fondazione
Il 1º gennaio 1979, solennità di Maria Madre di Dio, in occasione di un pellegrinaggio alla Basilica della Santa Casa a di Loreto, Padre Ricardo sente nel cuore la nascita di questa nuova comunità.
Il primo nucleo comunitario è formato da padre Ricardo Argañaraz e da altri tre: una giovane, un giovane e un dottore in legge, tutti chiamati a consacrarsi al Signore nella verginità per il Regno dei Cieli.
Si inizia una vita comunitaria molto intensa centrata nella preghiera personale e comunitaria e il lavoro manuale.
La vita affidata alla Provvidenza è caratterizzata dalla sequela totale nella consacrazione verginale, docilità e povertà, ovvero nei consigli evangelici.
L'ascolto della Parola di Dio, il digiuno settimanale, i forti legami di amicizia e l'accoglienza delle persone che vengono in cerca del Signore segnano il tempo degli inizi.
Durante l'anno 1979 il vescovo di Vicenza Arnoldo Onisto accetta di ospitare l'esperienza contemplativa avviata da padre Ricardo.
Nelle domeniche si fanno incontri di evangelizzazione e col passare degli anni aumenta il numero di persone che frequentano la comunità. Tale comunità prende il nome di “Giovanni Battista”, nome ispirato a padre Ricardo e ai fratelli in diverse occasioni di preghiera. Giovanni è il precursore del Verbo Incarnato ed è il primo grande evangelizzatore che proclama la venuta del Salvatore.
“Nuova vocazione” e “nuova evangelizzazione” sono le espressioni di fede che accompagnano padre Ricardo Argañaraz fin dai primi tempi. A distanza di anni, “nuova evangelizzazione” risuonerà con forza nella Chiesa universale per bocca di Giovanni Paolo II ed è anche per questo che la comunità sente molto la chiamata alla nuova evangelizzazione.
Nasce così la Comunità Giovanni Battista, esperienza di vita comunitaria, di preghiera e di evangelizzazione.

### Sviluppi
Successivamente sono sorte altre comunità di consacrati, dapprima in Italia e dal 1995 anche all'estero, per un totale di diciannove comunità di convivenza (2008), di cui diciotto di vita celibataria, e una di vita familiare.
Nel 1996, František Radkovský, vescovo di Plzeň, accolse la Koinonia in diocesi, mettendo a disposizione una parrocchia, e riscontrando nel tempo una buona accoglienza diocesana. Il 7 aprile 1996 la Koinonia ottiene il riconoscimento come Associazione Privata di fedeli da parte del vescovo di Plzeň, presule della diocesi dove l'associazione si è costituita il 25 gennaio 1996 con accordo privato e dove padre Ricardo è incardinato.
Nel maggio del 1996 un comunicato dell'agenzia giornalistica ANSA informa di alcune indagini e accertamenti nei confronti di padre Ricardo. Dopo l'ordine di custodia cautelare e l'opposizione dei difensori, il Tribunale della Libertà di Vicenza rigetta il reclamo presentato dai legali di padre Ricardo. In quell'anno diverse persone formulano accuse contro di lui, fino all'apertura di un processo giudiziario. Per questi fatti, in un decreto del 4 dicembre 1996, il Cardinale Camillo Ruini revoca il riconoscimento della Koinonia Giovanni Battista nella diocesi di Roma, dato nel 1992 e a padre Ricardo l'incarico di Consigliere Spirituale della Koinonia.
Da tutti i capi di accusa presentati ai processi padre Ricardo è stato assolto, in quanto tutte le accuse contro di lui si sono dimostrate false. 
Ricardo nel 1998 è stato condannato per a tre anni di reclusione per truffa aggravata e un risarcimento alla parte civile di 766 milioni di lire. Tale condanna è stata confermata in appello ma con un'accusa diversa, ed il ricorso in Cassazione è stato respinto il 13 giugno 2001.

Padre Ricardo ha scontato la pena svolge compiti prettamente spirituali in quanto fondatore della comunità e vive nella sede federale a Plzeň, Repubblica Ceca.
Il 22 giugno 1998 nasce la Federazione delle Associazioni Koinonie Giovanni Battista la quale raggruppa tutte le varie associazioni locali.
Dal 2006 inizia per la Koinonia un fertile periodo di maggior inserimento nel tessuto ecclesiale, accogliendo diverse proposte di vescovi nell'amministrazione di parrocchie, ruoli e strutture ecclesiali. Alcuni sacerdoti della Koinonia sono stati nominati amministratori parrocchiali, per fare il cammino di evangelizzazione secondo il carisma della comunità e al tempo stesso assicurare la cura pastorale delle rispettive parrocchie.

## Attualità
Nel 2010 la Custodia di Terra Santa ha affidato alla Koinonia Giovanni Battista il santuario e la casa per pellegrini, nonché la parrocchia di S. Pietro Apostolo in Tiberiade con l'approvazione del Patriarcato di Gerusalemme dei Latini. Negli anni la Koinonia si è ben inserita nella Terra Santa, con il sostegno e l'appoggio di S. E. Mons. Pierbattista Pizzaballa, Amministratore apostolico del Patriarcato di Gerusalemme dei Latini.
Da diversi anni la Koinonia lavora ed è ben accolta nella Chiesa greco-cattolica di Prešov, in Slovacchia, dove lo stesso arcivescovo metropolita Mons. Ján Babjak, gesuita, testimonia l'accoglienza e il buon inserimento della comunità nella sua chiesa.
Nel 2019, la Koinonia Giovanni Battista è pienamente inserita nella struttura della Chiesa cattolica, e conta 30 comunità di convivenza di vita celibataria alle quali si aggiungono numerose realtà. Il numero totale dei membri, tra laici, consacrati, consacrate e sacerdoti aggira attorno ai 10.000 di cui 137 sorelle consacrate, 199 fratelli consacrati, tra ci quali 42 sono sacerdoti a cui si aggiungono altri 13 sacerdoti associati, di cui 9 usurati di tiro bizantino. La comunità è presente in 22 nazioni dei cinque continenti: Australia, Belgio, Colombia, Francia, Germania, Gran Bretagna, India, Irlanda, Israele, Italia, Lussemburgo, Messico, Polonia, Repubblica Ceca, Slovacchia, Spagna, Stati Uniti, Sudafrica, Svezia, Svizzera, Ungheria e Zimbabwe, avendo ricevuto in affidamento alcune parrocchie e incarichi diocesani in Europa, in America, in Africa e in Medio Oriente.
Nel corso della sua espansione, la Koinonia Giovanni Battista ha trovato accoglienza canonica in diversi luoghi e ha ricevuto 17 riconoscimenti come associazione privata di fedeli, 3 omologazioni e 17 accoglienze nelle seguenti 34 diocesi: diocesi di Plzeň, Repubblica Ceca (1996), arcidiocesi di Amburgo, Germania (1998), diocesi di Banská Bystrica, Slovacchia (1999), arcidiocesi di Košice, Slovacchia (2000), arcidiocesi di Breslavia, Polonia (2005), Diocesi di Getafe, Spagna (2006), arcieparchia di Prešov, Slovacchia (2007), diocesi di Tehuacán, Messico (2008), diocesi di Elbląg, Polonia (2008), diocesi di Astorga, Spagna (2008), diocesi di Zamora, Messico (2009), diocesi di Brooklyn, Stati Uniti d'America (2009), arcidiocesi di Bulawayo, Zimbabwe (2010), arcidiocesi di Los Angeles, Stati Uniti d'America (2010), arcidiocesi di Morelia, Messico (2010), diocesi di Žilina, Slovacchia (2010), diocesi di Umzimkulu, Sudafrica (2010), arcidiocesi di Pretoria, Sudafrica (2011), arcidiocesi di Durban, Sudafrica (2011), arcidiocesi di Lublino, Polonia (2012), arcidiocesi di Vercelli, Italia (2012), diocesi di Dresda-Meißen, Germania (2012), diocesi di Casale Monferrato, Italia (2012), diocesi di Jhabua, India (2012), arcidiocesi di Brisbane, Australia (2013), prelatura territoriale di Cancún-Chetumal, Messico (2014), arcidiocesi di Varsavia, Polonia (2011, 2015), diocesi di Piedras Negras, Messico (2016), diocesi di Koszalin-Kołobrzeg, Polonia (2011, 2013, 2016), arcidiocesi di Gniezno, Polonia (2016), diocesi di Ahmedabad, India (2017), patriarcato di Gerusalemme, Israele (2006, 2017), diocesi di Down e Connor, Irlanda (2017), arcidiocesi di Guadalajara, Messico (2009, 2012, 2017), diocesi di Coira, Svizzera (2018), diocesi di Biella, Italia (2010, 2018), diocesi di Losanna, Ginevra e Friburgo, Svizzera (2018).